# Dünen-Zwergrennmaus
Die Dünen-Zwergrennmaus (Gerbillurus tytonis) ist ein in Namibia endemisches Nagetier in der Gattung der Namib-Rennmäuse. Der Artzusatz im wissenschaftlichen Namen bedeutet „von Schleiereulen“ (Tyto). Er wurde gewählt, da das Typusexemplar aus dem Gewölle einer Schleiereule stammt.

## Merkmale
Mit einer Gesamtlänge von 205 bis 240 mm, inklusive eines 113 bis 141 mm langen Schwanzes ist die Art ähnlich groß, wie andere Gattungsvertreter. Die Länge der Hinterfüße beträgt 28 bis 36 mm und die Ohren sind 12 bis 14 mm lang. Verglichen mit der sehr ähnlichen Südafrikanischen Zwergrennmaus (Gerbillurus paeba) sind der Schwanz und die Füße im Verhältnis zum Körper länger. Als einzige Art der Gattung hat die Dünen-Zwergrennmaus an jedem Zeh einen Haarsaum. Auffällig ist die deutliche Trennung des Fells in eine rostfarbene bis rotbraune Oberseite und eine weiße Unterseite, wobei die weißen Bereiche an den Seiten recht hoch reichen. Die Unterseite der Pfoten ist mit Haaren bedeckt. Zusätzlich ist der Schwanz oberseits braun und unterseits weiß mit einer kleinen grauen Quaste am Ende. Die 16 Zähne im Gebiss sind nach der Zahnformel I 1/1, C 0/0, P 0/0, M 3/3 angeordnet. Der diploide Chromosomensatz enthält 36 Chromosomen (2n=36).
Typisch sind weiße Flecken über den Augen und hinter den Ohren. Das Gewicht liegt bei 24 g. Im Gegensatz zu anderen Namib-Rennmäusen haben die Exemplare einen erkennbaren Körpergeruch.

## Verbreitung
Das Verbreitungsgebiet liegt im Südwesten Namibias in der Wüste Namib. Wie der Name andeutet, halten sich die Exemplare vorwiegend in Dünen auf, die eine Höhe von 300 Metern erreichen können. Pflanzen der Gattungen Trianthema oder Stipagrostis geben dem Sand eine gewisse Stabilität. Die Jahresdurchschnittstemperatur liegt über 18 °C und die jährliche Niederschlagsmenge unter 125 mm.

## Lebensweise
Diese nachtaktive Zwergrennmaus ruht am Tage in unterirdischen Bauen. Die einfachen oder komplexen Nester haben ein oder zwei Eingänge und eine Tiefe von etwa 28 cm. In der Wohnkammer befindet sich gehäckseltes Gras als Polsterung. Die Populationsdichte ist abhängig von der Temperatur. Einzelne Tiere wurden innerhalb von zwei Nächten an Orten wiedergefunden, die einen Kilometer voneinander entfernt waren. Das lässt auf recht große Reviere schließen. Diese Rennmaus läuft überwiegend auf vier Füßen. Im Labor waren Exemplare gleichen Geschlechts sehr aggressiv zueinander. In Gebieten mit der Narapflanze kommt diese Art zusammen mit Rhabdomys pumilio (Afrikanische Striemen-Grasmäuse) vor. Die Nahrung besteht aus Pflanzensamen, grünen Pflanzenteilen und Gliedertieren. Dabei kommen Samen im Winter häufiger vor. Neben der Schleiereule treten vor allem der Fleckenuhu und der Schabrackenschakal als Fressfeinde auf.
Treffen Männchen und Weibchen aufeinander kommen Laute im für Menschen nicht hörbarem Bereich vor. Die Fortpflanzung findet im Südsommer statt, wenn gelegentlich Regen fällt. In Gefangenschaft gehaltene Weibchen hatten bis zu sechs Neugeborene pro Wurf. Bei der Geburt wiegen die Nachkommen etwa 2 g, sind bis auf kurze Vibrissen nackt, blind und taub. Andere Haare erscheinen nach 10 bis 13 Tagen und die Augen öffnen sich nach 22 bis 24 Tagen.

## Gefährdung
Die IUCN listet die Art als nicht gefährdet (least concern) aufgrund fehlender Bedrohungen und einer stabilen Gesamtpopulation.